# Stadion Mané Garrincha
Estádio Mané Garrincha (2010. preimenovan u Estádio Nacional de Brasília) je višenamjenski stadion u Brasiliji, Brazil. Ime je dobio prema brazilskom nogometašu Mané Garrincha, koji je u vrijeme otvorenja ima 40 godina. Otvoren je 10. ožujka 1974. godine. Na njemu se većinom odigravaju nogometne utakmice. Stadion je bio kapaciteta 42.200 gledatelja.
Stadion je proširen na planiran kapacitet od 70.000 gledatelja za potrebe Svjetskog nogometnog prvenstva 2014. koje se održava u Brazilu.

## Vanjske poveznice
- (port.) Više o stadionu